# Астрид Линдгрен
Астрид Линдгрен (швед. Astrid Lindgren; Вимерби, 14. новембар 1907 — Стокхолм, 28. јануар 2002) је шведска књижевница, позната по својим књигама за децу, међу којима су Пипи Дуга Чарапа, Карлсон с крова, Браћа Лавље Срце и Емил из Ленеберја.
У мају 2013. године нашла се на 18. месту листе аутора чија су дела преведена на највише светских језика, а након Ханса Кристијана Андерсена и браће Грим, Линдгренова је трећа на листи најпревођенијих дечијих аутора. Њена дела продата су у 144 милиона примерака широм света и преведена на 96 језика.
Добитница је Повеље Змајевих дечјих игара 1985. године.

## Живот
Рођена је 1907. године као Астрид Ериксон, друго од четворо деце у породици. Детињство је провела на сеоском имању у месту Нес поред Вимербија, у Смоланду на југу Шведске.
Започела је рад у локалним новинама, а са 18 година се преселила у Стокхолм. Четврт века је радила као уредница у издавачкој кући Rabén & Sjorgen.
Књижевним радом је почела да се бави релативно касно, у тридесет седмој години живота, али је већ први роман „Britt-Marie lättar sitt hjärta“ („Брит Мери ослобађа своје срце“) био запажен и освојио је друго место на такмичењу које је организовала издавачка кућа у којој је радила. Међутим, већ други роман Пипи Дуга Чарапа (1945), освојио је прву награду и донео јој је светску славу. Пипи је преведена на више од 60 језика.
Од 1967. додељује се награда названа по њој коју је на њен 60. рођендан установила издавачка кућа Rabén & Sjorgen.
После њене смрти влада у Шведској је основала награду која носи њено име. Наградни фонд је 5 милиона круна што је највећи износ за награду у категорији дечје књижевности.

## Дела
Написала је 87 књига од којих су најпознатије:
- Пипи Дуга Чарапа (1945)
- Мајстор детектив Бломквист (1946)
- Мио, мој Мио (1954)
- Карлсон на крову (1955)
- Размо у скитњи (1956)
- Емил из Ленеберга (1971)
- Браћа Лавље Срце (1973)
- Роња, разбојничка кћи (1981)

### Серије
- Bill Bergson (Mästerdetektiven Blomkvist)
  - Bill Bergson, Master Detective (Mästerdetektiven Blomkvist, 1946)
  - Bill Bergson Lives Dangerously (Mästerdetektiven Blomkvist lever farligt, 1951)
  - Bill Bergson and the White Rose Rescue (Kalle Blomkvist och Rasmus, 1954)
- Children's Everywhere
  - Noriko-San: girl of Japan (такође позната као: Eva Visits Noriko-San, Eva möter Noriko-san, 1956)
  - Sia Lives on Kilimanjaro (Sia bor på Kilimandjaro, 1958)
  - My Swedish Cousins (Mina svenska kusiner, 1959)
  - Lilibet, circus child (Lilibet, cirkusbarn, 1960)
  - Marko Lives in Yugoslavia (Marko bor i Jugoslavien, 1962)
  - Dirk Lives in Holland (Jackie bor i Holland, 1963)
  - Randi Lives in Norway (такође позната као: Gerda Lives in Norway, Randi bor i Norge 1965)
  - Noy Lives in Thailand (Noy bor i Thailand, 1966)
  - Matti Lives in Finland (Matti bor i Finland, 1968)
- The Children on Troublemaker Street
  - The Children on Troublemaker Street (такође позната као: Lotta, Lotta Says No!, Mischievous Martens, шведски: Barnen på Bråkmakargatan, 1956)
  - Lotta on Troublemaker Street (такође позната као: Lotta Leaves Home, Lotta Makes a Mess, шведски: Lotta på Bråkmakargatan, 1961)
  - Lotta's Bike (такође позната као: Of Course Polly Can Ride a Bike, шведски: Visst kan Lotta cykla, 1971)
  - Lotta's Christmas Surprise (такође позната као: Of Course Polly Can Do Almost Anything, шведски: Visst kan Lotta nästan allting, 1965
  - Lotta's Easter Surprise (Visst är Lotta en glad unge, 1990)
- Emil of Lönneberga серија (Emil i Lönneberga)
  - Emil in the Soup Tureen (такође позната као: Emil and the Great Escape, That Boy Emil!, шведски: Emil i Lönneberga, 1963)
  - Emil's Pranks (такође позната као: Emil and the Sneaky Rat, Emil Gets into Mischief, шведски: Nya hyss av Emil i Lönneberga, 1966)
  - Emil and Piggy Beast (такође позната као: Emil and His Clever Pig, шведски: Än lever Emil i Lönneberga, 1970)
  - Emil's Little Sister (такође позната као: När lilla Ida skulle göra hyss, 1984)
  - Emil's Sticky Problem (такође позната као: Emils hyss nr 325, 1970)
- Karlsson-on-the-Roof серија (Karlsson på taket)
  - Karlsson-on-the-Roof (такође позната као: Karlson on the Roof, шведски: Lillebror och Karlsson på taket, 1955)
  - Karlson Flies Again (такође позната као: Karlsson-on-the-Roof is Sneaking Around Again, шведски Karlsson på taket flyger igen, 1962)
  - The World's Best Karlson (Karlsson på taket smyger igen, 1968)
- Kati серија
  - Kati in America (Kati i Amerika, 1951)
  - Kati in Italy (Kati på Kaptensgatan, 1952)
  - Kati in Paris (Kati i Paris, 1953)
- Madicken серија
  - Mardie (такође позната као: Mischievous Meg, шведски Madicken, 1960)
  - Mardie to the Rescue (Madicken och Junibackens Pims, 1976)
  - The Runaway Sleigh Ride (Titta, Madicken, det snöar!, 1983)
- Peter & Lena серија
  - I Want a Brother or Sister (такође позната као: That's My Baby, шведски: Jag vill också ha ett syskon, 1971)
  - I Want to Go to School Too (Jag vill också gå i skolan, 1971)
- Pippi Longstocking серија (Pippi Långstrump)
  - Pippi Longstocking (Pippi Långstrump, 1945)
  - Pippi Goes On Board (такође позната као: Pippi Goes Aboard, шведски: Pippi Långstrump går ombord, 1946)
  - Pippi in the South Seas (Pippi Långstrump i Söderhavet, 1948)
  - Pippi's After-Christmas Party (Pippi Långstrump har julgransplundring, 1950)
  - Pippi Longstocking in the Park (Pippi Långstrump i Humlegården, 1945)
  - Pippi Moves In! (Pippi flyttar in, 1969)
- The Six Bullerby Children / The Children of Noisy Village серија (Barnen i Bullerbyn)
  - The Children of Noisy Village (такође позната као: Cherry Time at Bullerby, шведски: Alla vi barn i Bullerbyn, 1947)
  - Happy Times in Noisy Village (Bara roligt i Bullerbyn, 1952)
  - Christmas in Noisy Village (Jul i Bullerbyn, 1963)
  - Springtime in Noisy Village (Vår i Bullerbyn, 1965)
  - Children's Day in Bullerbu (такође позната као: A Day at Bullerby, 1967)
- The Tomten серија
  - The Tomten (Tomten är vaken, 1960)
  - The Tomten and the Fox (Räven och Tomten, 1966)

### Појединачне књиге
- The Brothers Lionheart (Bröderna Lejonhjärta, 1973)
- Brenda Brave Helps Grandmother (Kajsa Kavat hjälper mormor, 1958)
- A Calf for Christmas (När Bäckhultarn for till stan, 1989)
- Christmas in the Stable (Jul i stallet, 1961)
- The Day Adam Got Mad (такође позната као: Goran's Great Escape, The Day Adam Got Angry, шведски: När Adam Engelbrekt blev tvärarg, 1991)
- The Dragon with Red Eyes (Draken med de röda ögonen, 1985)
- The Ghost of Skinny Jack (Skinn Skerping – Hemskast av alla spöken i Småland, 1986)
- How Astrid Lindgren achieved enactment of the 1988 law protecting farm animals in Sweden (Min ko vill ha roligt, 1990)
- I Don't Want to Go to Bed (Jag vill inte gå och lägga mig!, 1947)
- In the Land of Twilight (I Skymningslandet, 1994)
- Mio, My Son (такође позната као: Mio, My Mio, шведски: Mio, min Mio, 1954)
- Mirabelle (Mirabell, 2002)
- Most Beloved Sister (такође позната као: My Very Own Sister, шведски: Allrakäraste syster, 1973)
- My Nightingale Is Singing (Spelar min lind, sjunger min näktergal, 1959)
- Never Violence (Aldrig våld, 2018)
- Now That Night Is Near (Alla ska sova, 2019)
- Rasmus and the Vagabond (такође позната као: Rasmus and the Tramp, шведски: Rasmus på luffen, 1956)
- Ronia the Robber's Daughter (Ronja rövardotter, 1981)
- The Red Bird (Sunnanäng, 1959)
- Scrap and the Pirates (такође позната као: Skrallan and the Pirates, шведски: Skrållan och Sjörövarna, 1967)
- Simon Small Moves In (Nils Karlsson-Pyssling flyttar in, 1956)
- Samuel August from Sevedstorp and Hanna i Hult (такође позната као A love story, шведски: Samuel August från Sevedstorp och Hanna i Hult, 1975)
- Seacrow Island (Vi på Saltkråkan, 1961)
- War Diaries, 1939–1945 (Krigsdagböcker 1939–1946, 2015)

## Награде
Добитник је многих награда међу којима су:
- 1956 - Немачка награда за омладинску књигу за роман Мио, мој Мио (1954)
- 1958 – Медаља Ханса Кристијана Андерсена за Размо у скитњи
- 1971 – Златна медаља Шведске академије
- 1978 – Награда немачких књижара за мир

Поред тога, добијала је неке од највећих награда за књижевност као што су:
- 1993 – Унескова награда за књижевност
- 1994 – The Right Livelihood Award

## Друштвени ангажман и утицај
Астрид Линдгрен се залагала за права детета, али, као велики љубитељ природе, и за заштиту животиња. Године 1988. је захваљујући њеном залагању донет закон који штити домаће животиње – Lex Astrid.
Захваљујући њеном залагању Шведска је била прва земља која је законом забранила физичко насиље према деци.
Један астероид је назван по њој - 3204 Линдгрен.
Њене белешке и рукописи налазе се у Краљевској библиотеци у Стокхолму, а 2005. године уврштени су на Унескову листу светске баштине. Од 2014. године на новчаници од 20 шведских круна налази се њен лик.